# Occidryas boharti
Occidryas boharti är en fjärilsart som beskrevs av Gunder 1929. Occidryas boharti ingår i släktet Occidryas och familjen praktfjärilar. Inga underarter finns listade i Catalogue of Life.